# Kavåsen
Kavåsen est une localité du comté de Nordland, en Norvège.

## Géographie
Administrativement, Kavåsen fait partie de la kommune d'Øksnes.